# Mesanthura pascuaensis
Mesanthura pascuaensis är en kräftdjursart som beskrevs av Brian Frederick Kensley 2003. Mesanthura pascuaensis ingår i släktet Mesanthura och familjen Anthuridae. Inga underarter finns listade i Catalogue of Life.